# Ásmegin
Ásmegin ist eine Folk-Metal-Band aus Norwegen.

## Bandgeschichte
Ásmegin wurde 1998 von Marius Olaussen, Iving Mundilfarne und Auðrvinr Sigurdsson gegründet. Wenige Monate nach der Gründung stießen Tomas Torgersbråten und Skule „Nordalv“ Jarl hinzu, so dass eine vollständige Metal-Band-Besetzung vorhanden war. Iving Mundilfarne verließ die Band im Jahr 1999 kurz vor den Aufnahmen zum Demo Naar Rimkalkene Heves (dt. Weil die Kelche erhoben sind). Dieses erste Demo wurde auf Valgalder Records, dem Label von Marius Olaussen, veröffentlicht. Im Jahr 2000 wurde das zweite Demo Af Helvegum (dt. Nach Helheim) aufgenommen. Die Band löste sich auf, bis Tomas Torgersbråten und Marius Olaussen 2001 mit Bjørn Olav „Narrenschiff“ Holter, Tommy Brandt und 2002 mit Raymond Håkenrud neue Mitglieder fanden.
Mit dieser Besetzung nahm Ásmegin 2002 im Top Room Studio das Debütalbum Hin Vordende Sod & Sø (dt. Die kommende Brühe und Suppe) auf, welches am 14. Oktober 2003 über Napalm Records veröffentlicht wurde. Als Gastmusiker traten Lars Fredrik Frøislie (White Willow, Wobbler) am Keyboard, Lars Nedland (Borknagar, Solefald) mit Gesang, Ingvild „Sareeta“ Johannesen (Ram-Zet) mit Geige und Gesang, Anne Marie Hveding mit Gesang, Oddrun Hegge mit norwegischer Zither, Gunhild Førland mit Flöte und Anja Hegge Thorsen an der Harfe auf. Noch vor der Unterzeichnung eines Vertrags über vier Alben mit Napalm Records im Jahr 2003 verließ Bjørn Olav Holter die Band, wurde jedoch schnell von Erik Fossan Rasmussen (Deject), Lars Nedland und Ingvild Johannesen ersetzt.
Kurz vor den Aufnahmen zum nächsten Album schloss sich Lars Fredrik Frøislie der Band an, dafür verließen Tommy Brandt, Lars Nedland und Ingvild Johannesen Ásmegin. Am 28. November 2008 erschien mit Arv das zweite Studioalbum der Band über Napalm Records, fünf Jahre nach Veröffentlichung des Debütalbums. Erik Fossan Rasmussen übernahm den gutturalen Gesang und spielte zudem Schlagzeug. Raymond Håkenrud spielte Gitarre, Bass und Piano. Marius Olaussen übernahm ebenfalls Gitarren- und Bassparts und spielte zusätzlich Mandoline, Akkordeon, Piano und Mellotron. Keyboard und Orgel spielte wie auf dem Debütalbum Lars Fredrik Frøislie. Als Gastmusiker traten Martin Nordrum Kneppen am Schlagzeug (im Song Prunkende, stolt i Jokumsol), Gunhild Hovden Kvangarsnes und wie auf dem Vorgängeralbum Anne Marie Hveding als Sängerin und Karolin Broosch an der Violine auf. Nach Angaben von Marius Olaussen war die Band, die eigentlich an dem Konzeptalbum Tusind tabte Siæles Kakofoni arbeitete, unter Druck geraten, da Napalm Records auf die Veröffentlichung drängte. So musste für das Arv zum Teil altes Songmaterial verwendet werden und mangels Schlagzeugers Erik Fossan Rasmussen das Schlagzeug einspielen.

## Stil

### Konzept und Texte
Der Name der Band ist altnordisch und bedeutet ‚Mit der Macht der Götter‘. Auch die Songtexte sind in norwegischer oder altnordischer Sprache verfasst.

### Musik
Ásmegin spielen Folk Metal unter der Verwendung von Instrumenten wie Mandoline, Akkordeon, Flöte, Harfe, Piano und Hammond-Orgel neben der typischen Rock-Instrumentierung und zeichnen sich zudem durch eine große gesangliche Vielfalt aus. So wechseln sich auf dem Debütalbum Hin Vordende Sod & Sø gutturaler Gesang mit cleanem männlichen und weiblichen Gesangsstimmen ab. Häufig wird zudem choraler, meist dreistimmiger Gesang verwendet. Die Schlagzeugparts, die von Tommy Brandt eingespielt wurden, sind das ganze Album über sehr schnell, wobei dominant die Doublebass-Spieltechnik verwendet wird. Auf dem zweiten Studioalbum Arv ist die männliche Gesangsstimme meist gegrowlt, es wird aber ebenfalls klarer Gesang verwendet. Zudem übernehmen die beiden Gastsängerinnen Kvangarsnes und Hveding ausgedehnte Gesangsparts. Im Gegensatz zum Vorgängeralbum ist das von Erik Fossan Rasmussen eingespielte Schlagzeug deutlich langsamer und zurückhaltender.

## Diskografie
- 1999: Naar Rimkalkene Heves (Demo; Valgaldar Records)
- 2000: Af Helvegum (Demo)
- 2003: Hin Vordende Sod & Sø (Napalm Records)
- 2008: Arv (Napalm Records)